# Вале Пелило Овест (Пескара)
Вале Пелило Овест (итал. Valle Pelillo Ovest) је насеље у Италији у округу Пескара, региону Абруцо.
Према процени из 2011. у насељу је живело 61 становника. Насеље се налази на надморској висини од 144 м.